# Eliahu Golomb (schip, 1918)
De Eliahu Golomb (Hebreeuws: אליהו גולומב) was een in 1918 gebouwd schip. Het speelde een grote rol in de Aliyah Bet, de illegale immigratie van Joden naar het Mandaatgebied Palestina.

## Geschiedenis
In 1946 kocht de Mossad Le'Aliyah Bet de Fenice en vernoemde het naar Eliahu Golomb, de naam van de commandant van de Hagana die in 1945 was gestorven. Het schip werd ingericht voor het vervoer van emigranten in de haven van La Spezia in Italië. Tegelijk werd het schip de Dov Hoz gereed gemaakt, voorheen de Fede.
In april 1946 werd een begin gemaakt met het inschepen van Joodse vluchtelingen aan boord van de twee schepen. De Britse autoriteiten trachtten het vertrek van de twee schepen te verhinderen, waarop operatieleider Yehuda Arazi een hongerstaking op de schepen organiseerde en een groot aantal persconferenties gaf. Nadat de Britse regering toestemming had gegeven vertrokken de twee schepen op 8 mei, de Eliahu Golomb met 339 passagiers en de Dov Hoz met 675. Op 13 mei kwamen de beide schepen aan in de havenstad Haifa.

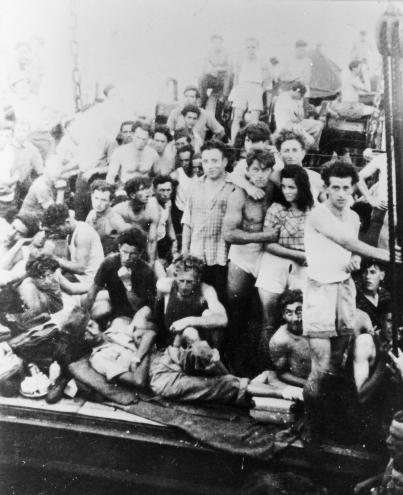
Emigranten op de Bracha Fuld

### Tweede reis naar Palestina
De Eliahu Golomb werd later omgedoopt in Bracha Fuld. Op 9 oktober 1946 maakte het schip een tweede reis van Italië naar Palestina met ruim 800 emigranten aan boord. Het werd echter op 20 oktober onderschept door de Britse blokkade en de opvarenden werden gedeporteerd naar de interneringskampen in Brits Cyprus.